# Želva Smithova
Želva Smithova (Pangshura smithii) je sladkovodní druh želvy obývající území jižní Asie (Pákistán, Indie, Bangladéš, Nepál). Pojmenována je po Andrew Smithovi, skotském zoologovi a prvním řediteli jihoafrického muzea v Kapském městě.

## Popis
Pro želvu Smithovu je typický nápadný pohlavní dimorfismus. Samice bývají zpravidla o poznání větší, samci mívají delší ocas, který je u kořene užší.

## Taxonomie
Tento druh patří mezi batagurovité (Geoemydidae) a vytváří dva poddruhy: P. smithii smithii a P. smithii pallidipes.

## Ekologie
Jde o semi-akvatickou želvu (obývá vodní i suchozemské prostředí), která preferuje pomalu tekoucí řeky s hustou vegetací. Právě vegetace tvoří hlavní část potravy, přestože nepohrdne ani živočišnou složkou. Přilehlé břehy využívá ke slunění, je však velmi plachá a při sebemenším vyrušení prchá zpět do vody. V zimním a suchém období upadá do estivace a je neaktivní.

## Chov
V zoologických zahradách je tato želva vzácná. V Evropě je k vidění pouze ve třech institucích, v České republice pouze v Zoo Praha. V Praze se také poprvé podařilo vyřešit záludnosti inkubace a tento druh úspěšně odchovat.